# Casus Belli
Pour les articles homonymes, voir Casus belli (homonymie).
Casus Belli est un magazine francophone créé en 1980 traitant du jeu de rôle, du wargame (à ses débuts), du jeu de rôle grandeur nature, du jeu sur internet et de la « culture de l'imaginaire ».
Selon les époques, il fut bimestriel ou mensuel.
Le nom du magazine est tiré de la locution latine « casus belli » et fait référence aux jeux de guerre (wargames) qui étaient prépondérants dans la sphère ludique à ses débuts.

## Historique
| Époque | Années       | Éditeur                                 |
| ------ | ------------ | --------------------------------------- |
| 1      | 1980–1982    | FFJSST, puis François Marcela-Froideval |
| 1bis   | 1982–1999    | Excelsior Publications                  |
| 2      | 2000–2006    | Arkana Press                            |
| 3      | 2010–2011    | Casus Belli Presse                      |
| 4      | 2011–présent | Black Book Éditions                     |

### Première époque (1980-1999)

Logo de Casus Belli, première époque, avec l'accroche telle qu'elle apparaît à partir du no 31 et ce jusqu'au no 34 ; la police du logo subit une modification à partir du no 35.

Casus Belli est créé par François Marcela-Froideval (qui sera notamment plus tard le scénariste de la bande dessinée Chroniques de la lune noire), qui venait d'être embauché comme « ludologue » chez Jeux Descartes. Froideval avait fondé quelque temps auparavant la Fédération française des jeux de simulation stratégique et tactique (FFJSST), le magazine Casus Belli devant être l'outil de communication de cette association loi de 1901. Il recrute pour la circonstance un jeune illustrateur et maquettiste, Didier Guiserix, avec qui il réalise ensuite des jeux en encart dans le magazine Jeux & Stratégie (appartenant également au groupe Excelsior Publications).
Le premier numéro de Casus Belli paraît en France en avril 1980. Les premiers numéros sont tous sous-titrés « Le magazine des jeux de simulation » avec la mention sur la couverture des jeux (ou types de jeux) mis en avant (« wargames, diplomacy, donjons&dragons »). À partir du 7e numéro (mars-avril 1982), cette mention est remplacée par « Wargames, Jeux de Rôle, Diplomatie… », puis à partir du 11e numéro (octobre-novembre 1982) par « Wargames, Jeux de Rôle, Ludotique… ».
Le deuxième numéro parait sept mois après le premier, la parution est ensuite trimestrielle puis bimestrielle à partir du septième numéro. Le magazine a une pagination de 32 pages en noir et blanc avec une couverture en papier glacé et est vendu à l'unité au prix de 9 FF (environ 1,37 €). Tiré à seulement 2 000 exemplaires, il n'est disponible que dans certaines boutiques de jeu (parmi lesquelles, notamment, Jeux Descartes et L'Œuf cube) mais n'apparaît pas en kiosque.[réf. souhaitée]
Deux ans plus tard, le magazine finit par trouver son créneau, plus d'ailleurs parmi les rôlistes que parmi les belliludistes (wargameurs) auxquels il était pourtant plus particulièrement destiné au départ. Froideval décide alors que la FFJSST doit lui vendre le journal, ce qui fut fait pour un franc symbolique[réf. nécessaire].
Le magazine prend son envol, les premiers numéros — bientôt épuisés — devant finalement être réédités. Alors que Jeux & Stratégie prospère, le groupe qui l'éditait commença à regarder avec intérêt du côté de Casus Belli. Il était d'autant plus fondé à le faire, que Casus était entièrement conçu dans ses locaux par au moins deux de ses employés.[réf. souhaitée]
L'affaire se conclut par la revente du magazine pour 10 000 francs à Excelsior Publications. Casus Belli no 10 (septembre 1982) sort sous ce nouvel éditeur. Par la suite, Froideval part pour les États-Unis collaborer avec l'auteur Gary Gygax à des suppléments du jeu Advanced Donjons & Dragons ; Didier Guiserix est alors promu rédacteur en chef à sa place. Le journal est enfin distribué en kiosque.[réf. souhaitée]
Casus Belli connaît sa période la plus faste entre 1985 et 1992, période qui voit « l'âge d'or » du jeu de rôle en France.[réf. souhaitée] En effet, au début des années 1990, une étude indépendante sur les habitudes des Jeunes Instruits (secondaire et premier cycle) mentionnait Casus Belli en le créditant de 100 000 lecteurs.[réf. nécessaire]
Mais, à la fin des années 1990, la mauvaise santé du marché du jeu de rôle fait que le magazine devient déficitaire. En 1999, le propriétaire Excelsior Publications met fin à l'aventure Casus Belli avec le no 122.[réf. nécessaire]

« Si nous avons coulé c’est parce qu’avec l’arrivée d’Internet, on n’avait moins besoin d’un magazine de news et les ventes baissaient. Sans doute qu’on n’a pas évolué comme on aurait dû, c’était le début de ce qu’on a appelé « la crise du JdR ». »

— Pierre Rosenthal, Les années Casus Belli

#### Cadres de campagne
Au cours de son histoire durant sa première époque, le magazine Casus Belli publie plusieurs cadres de campagne pour les jeux de rôle, :
- Alarian, Casus Belli no 13, février 1983 ;
- Laelith, Casus Belli no 35–52, décembre 1985 ;
- Goferfinker, Casus Belli no 53–55 ;
- Jarandell, le Jardin des magiciens, Casus Belli no 58–60, juillet 1990 ;
- Paorn, Casus Belli no 74–78, mars 1993 ;
- La Terre des Ossements, Casus Belli no 82 ;
- Rhadjabán & Djarabân, la Cité d'airain, Casus Belli no 96–98, juillet 1996 ;
- Le Monde de Kê-Thaarn, Casus Belli no 107, juillet 1997.

Alarian est republié en 1991 dans le no HS3. Il deviendra le cadre de campagne du jeu Héros et Dragons (Black Book Éditions, 2018).
Une version consolidée de Laelith est publiée dans le no HS2 (1990). Une évolution, Laelith 20 ans après, est publiée dans un numéro hors série de la 2e époque (2000). Une nouvelle version est publiée sous la forme de deux livrets (Laelith, la Cité mystique, 400 p. ; Guide pratique de Laelith, +100 p.) et forme un cadre de campagne pour Héros et Dragons et Chroniques oubliées fantasy (Black Book Éditions).
Dans le no HS11 SangDragon (1994), plusieurs cadres de campagne — Alarian, Archipel de Malienda, Goferfinker et Laelith — sont rassemblés sur une même carte. Ils sont également intégrés dans le monde des Terres d'Osgild (cadre de campagne pour Héros et Dragons, Black Book Éditions, 2018).

### Deuxième époque (2000-2006)

Logo de la deuxième époque.

Le titre Casus Belli est alors repris par Arkana Press, société de presse dont le directeur de publication est Frédéric Weil, par ailleurs dirigeant de Multisim.
Le no 1 de la nouvelle série est publié en mars 2000. La nouvelle accroche du magazine est « Jeux de rôle, jeux online et cultures de l'imaginaire », dénotant ainsi une approche pluri-sectorielle destinée à ouvrir les rôlistes à d'autres horizons et marquer la place du jeu de rôle au carrefour de plusieurs cultures.
Après la liquidation judiciaire de Multisim, prononcée le 11 septembre 2003 et annoncée dans le no 23 du magazine, celui-ci voit le départ d'une grande partie de ses contributeurs. La rédaction de Casus Belli devint alors collégiale, et seule la rédactrice en chef demeure salariée d'Arkana Press, les autres collaborateurs du magazine étant tous sous le statut de pigistes. Ce poste est ensuite supprimé en avril 2006, et la pagination du magazine diminuée de 84 à 68 pages.
En novembre 2006, Arkana Press publie le dernier numéro, Casus Belli no 39 et annonce son désir de revendre le titre.

### Troisième époque (2010-2011)

Logo de la troisième époque.

Le 11 janvier 2010, une nouvelle société, Casus Belli Presse, est créée par Tristan Blind et Stéphane Gallot dans le but de relancer le magazine Casus Belli,.
Le no 1 de cette troisième série paraît en août 2010. Le magazine était (théoriquement) mensuel, sa couverture portant un dessin couleur sur un cadre noir et blanc, avec une pagination de 76 pages en couleurs.[réf. souhaitée]
À ses débuts, cette nouvelle version de Casus Belli connaît plutôt une bonne période. Le deuxième numéro sort en septembre 2010 et le troisième en octobre 2010. Mais, par la suite, le magazine doit faire face à des difficultés financières. Le quatrième numéro ne paraît qu'en janvier 2011 et le dernier (le no 5) en mars. En juillet 2011, la mort du magazine est annoncée, mais il ressuscite sous la forme d'un mook (magazine-book).[réf. souhaitée]
En septembre 2013, la société Casus Belli Presse est placée en liquidation judiciaire.

### Quatrième époque (depuis 2011)

Logo de la quatrième époque.

Le no 1 du nouveau Casus Belli quatrième série est daté de novembre/décembre 2011 et Didier Guiserix et Stéphane Gallot sont les co-rédacteurs en chef. Le magazine, édité par Black Book Éditions (société basée à Lyon), est disponible sous forme papier ou fichier pdf dans les boutiques de jeu et les librairies.
Le magazine publie la deuxième édition des Chroniques oubliées, une version simplifiée du d20 system en tant que « système de jeu simple générique et complet ».
À la fin de l'année 2012, Stéphane Gallot quitte l'équipe rédactionnelle, remplacé à partir du no 8 par Raphaël Bombayl (ancien rédacteur en chef de l'éphémère Black Box). Le rédacteur en chef actuel est Marc Sautriot.
Le 24 septembre 2024, la rédaction de Casus Belli annonce via un communiqué sur le site de Black Book Éditions que le numéro 50 sera le dernier de la quatrième époque.

## Accueil critique
En 1996, Le magazine polonais dédié aux jeux de rôle Magia i Miecz (en) trouve la conception graphique de Casus Belli remarquable, avec une grande utilisation de la couleur et des illustrations, et apprécie la portée internationale de sa couverture de l'actualité. En 2001, Dans son ouvrage Jeux de rôles, jeux vidéo, multimédia Laurent Tremel décrit les débuts du magazine comme étant amateurs, rappelant les fanzines, avant son passage à un format plus grand, qu'il considère comme plus professionnel. En 2012, Slate décrit Casus Belli comme un vénérable magazine français de jeux de rôle. En 2018-2019,  Di6dent qualifie le magazine de magnifique et apprécie la variété des modules d'aventure qu'il publie, tout en notant que son calendrier de publication implique que la section des actualités contienne parfois des nouvelles obsolètes.

### Sources externes
- [Saint Epondyle 2015] Saint Epondyle, « Discussion avec Pierre Rosenthal (1/3) : Les années Casus Belli », sur Cosmo Ørbüs, 14 septembre 2015 (consulté le 30 juin 2016)
- Val Lazare, « Casus Belli - Interview », sur Krinein, 2 juillet 2003 (Tristan Lhomme, Arnaud Cuidet, Vincent Kaufmann et Didier Guiserix)